# Samia Suluhu Hassan
Samia Suluhu Hassan (sinh ngày 27 tháng 1 năm 1960), hay còn gọi là Samia Suluhu là một chính trị gia người Tanzania, hiện là đảng viên đảng Chama Cha Mapinduzi (CCM) cầm quyền. Nhậm chức ngày 19 tháng 3 năm 2021, Samia Suluhu là người phụ nữ đầu tiên giữ chức vụ tổng thống Tanzania, đồng thời là nữ nguyên thủ quốc gia thứ ba trong Cộng đồng Đông Phi, sau Sylvie Kinigi của Burundi và Agathe Uwilingiyimana của Rwanda.
Suluhu từng là bộ trưởng ở khu bán tự trị Zanzibar dưới thời Tổng thống Amani Karume. Từ 2010 – 2015, bà là nghị viên đại diện cho khu vực bầu cử Makunduchi, cũng như Quốc vụ khanh vụ Liên hiệp của Văn phòng Phó Tổng thống. Năm 2014, Samia Suluhu được bầu làm Phó Chủ tịch Hội đồng Lập hiến, cơ quan được giao nhiệm vụ soạn thảo hiến pháp mới.
Samia Suluhu nhận được sự ủng hộ từ đảng CCM tại quốc hội trong cuộc tổng tuyển cử 2015. Qua đó, trở thành nữ phó tổng thống đầu tiên của Tanzania, dưới thời Tổng thống John Magufuli. Năm 2020, bà Suluhu tiếp tục được dân chúng bầu giữ chức vụ phó tổng thống.

## Tiểu sử
Suluhu sinh ngày 27 tháng 1 năm 1960 tại Hồi quốc Zanzibar. Bà hoàn thành chương trình giáo dục trung học vào năm 1977 và bắt đầu đi làm. Sau đó, bà theo đuổi một số khóa học ngắn hạn bán thời gian. Năm 1986, bà tốt nghiệp Học viện Quản lý Phát triển (nay là Đại học Mzumbe) với bằng cấp cao về hành chính công.
Giữa năm 1992 và 1994, bà theo học Đại học Manchester và tốt nghiệp bằng tốt nghiệp sau đại học ngành kinh tế. Năm 2015, bà lấy bằng Thạc sĩ về Phát triển Kinh tế Cộng đồng thông qua chương trình hợp tác giữa Đại học Mở Tanzania và Đại học Southern New Hampshire.

## Sự nghiệp
Sau khi tốt nghiệp trung học cơ sở, bà được Bộ Kế hoạch và Phát triển bổ nhiệm làm thư ký. Sau khi tốt nghiệp với bằng hành chính công, bà làm việc trong một dự án do Chương trình Lương thực Thế giới tài trợ.

## Sự nghiệp chính trị
Năm 2000, Samia Suluhu quyết định dấn thân vào con đường chính trị. Bà được bầu làm nghị viên đặc biệt của Hạ viện Zanzibar và được Tổng thống Amani Karume bổ nhiệm làm Bộ trưởng Bộ Lao động, Phát triển Giới và Trẻ em. Bà là nữ bộ trưởng cấp cao duy nhất trong nội các bị đồng nghiệp nam phân biệt giới tính. Năm 2005, bà tái đắc cử và được bổ nhiệm lại làm Bộ trưởng Bộ Du lịch, Thương mại và Đầu tư.
Năm 2010, Suluhu ứng cử nghị sĩ Quốc hội, đại diện cho đơn vị bầu cử Makunduchi, giành được hơn 80% số phiếu. Cùng năm, Tổng thống Jakaya Kikwete bổ nhiệm bà làm Quốc vụ đại thần Văn phòng Phó Tổng thống (về vấn đề liên hiệp). Năm 2014, bà được bầu làm Phó Chủ tịch Hội đồng Lập hiến, cơ quan được giao nhiệm vụ soạn thảo bản hiến pháp mới.
Tháng 7 năm 2015, ứng cử viên tổng thống của đảng CCM John Magufuli đã chọn bà làm bạn đồng hành trong cuộc tổng tuyển cử năm 2015. Điều này khiến Suluhu trở thành nữ ứng cử viên đầu tiên trong lịch sử đảng. Ngày 5 tháng 11 năm 2015, bà trở thành nữ phó tổng thống đầu tiên trong lịch sử của Tanzania. Ngày 28 tháng 10 năm 2020, cả Magufuli và Suluhu đều được người dân bầu lại cho nhiệm kỳ 5 năm lần thứ hai.
Ngày 17 tháng 3 năm 2021, Suluhu thông báo Tổng thống Magufuli qua đời sau một thời gian dài ốm nặng; Magufuli trước đó đã không xuất hiện trước công chúng kể từ cuối tháng 2 năm 2021. Bà tuyên thệ nhậm chức tổng thống ngày 19 tháng 3 năm 2021 và sẽ phục vụ hết nhiệm kỳ 5 năm thứ hai của Magufuli. Sự chậm trễ trong thời gian bắt đầu nhiệm kỳ của bà xảy ra vì Hiến pháp Tanzania yêu cầu phó tổng thống phải tuyên thệ tổng thống trước khi lên nắm quyền tổng thống; nhà lãnh đạo đối lập bày tỏ lo ngại về "khoảng trống" có thể xảy ra trong ngày 18 tháng 3 khi Suluhu không tuyên thệ nhậm chức. Sau khi nhậm chức, Suluhu trở thành nữ tổng thống đầu tiên của Tanzania. Bà cũng là người Zanzibar đầu tiên giữ chức vụ này, cũng như là người theo Hồi giáo thứ ba sau Ali Hassan Mwinyi và Jakaya Kikwete. Samia Suluhu cũng trở thành một trong hai nữ đương kim tổng thống ở châu Phi, cùng với Sahle-Work Zewde của Ethiopia.
Vào tháng 9 năm 2021, Samia Suluhu xác nhận rằng cô dự định tranh cử tổng thống vào năm 2025 và do đó sẽ trở thành tổng thống phụ nữ được bầu đầu tiên của đất nước nếu cô giành chiến thắng.

## Đời tư
Năm 1978, Suluhu kết hôn với Hafidh Ameir, hiện là cán bộ nông nghiệp đã nghỉ hưu. Họ có với nhau bốn người con. Con gái bà là Wanu Hafidh Ameir (sinh năm 1982, là con thứ hai), là dân biểu đặc biệt của Hạ viện Zanzibar.